# 斉田倫輝
斉田 倫輝（さいた ともき、1996年1月25日 - ）は、ジャパンラグビーリーグワンNTTコミュニケーションズ シャイニングアークス東京ベイ浦安に所属するラグビー選手。

## プロフィール
- 宮城県出身[1]。
- ポジションはロック(LO)、ナンバーエイト(No8)、フランカー(FL)。
- 身長 191 cm、体重 100 kg
- ジュニア・ジャパンに選ばれたことがある[2]。
- U20日本代表に選ばれたことがある[3]。
- 兄の晃平もラグビー選手[4]。

## 来歴
小学5年から仙台RSでラグビーを始める。※仙台RS初のトップリーグの選手となる。
2014年、仙台工業高校卒業後、法政大学に入学する。なお仙台工業高校時代、高校日本代表候補に選ばれたことがある。
2017年、法政大学ラグビー部の副将に就任した。
2018年、法政大学卒業後、NTTコミュニケーションズシャイニングアークス(現・NTTコミュニケーションズ シャイニングアークス東京ベイ浦安)に加入。